# Baculum longimanus
Baculum longimanus är en insektsart som först beskrevs av Henri Saussure 1859.  Baculum longimanus ingår i släktet Baculum och familjen Phasmatidae. Inga underarter finns listade.